# برايان كاثكارت
برايان كاثكارت (بالإنجليزية: Brian Cathcart)‏ هو صحفي وكاتب بريطاني، ولد في 26 أكتوبر 1956.